# Thinobius hesperius
Thinobius hesperius är en skalbaggsart som beskrevs av Thomas Casey 1889. Thinobius hesperius ingår i släktet Thinobius och familjen kortvingar. Inga underarter finns listade i Catalogue of Life.